# Aedes nigrocanus
Aedes nigrocanus är en tvåvingeart som beskrevs av Friedrich Wilhelm Martini 1927. Aedes nigrocanus ingår i släktet Aedes och familjen stickmyggor.
Artens utbredningsområde är Turkiet. Inga underarter finns listade i Catalogue of Life.